# Xã Lebanon, Quận Laclede, Missouri
Xã Lebanon (tiếng Anh: Lebanon Township) là một xã thuộc quận Laclede, tiểu bang Missouri, Hoa Kỳ. Năm 2010, dân số của xã này là 18.580 người.